# Conus imperialis
Conus imperialis is een in zee levende slakkensoort uit de familie Conidae.

## Voorkomen en verspreiding
Conus imperialis is een carnivoor die leeft in ondiep warm water op zandgronden, rotsbodems en koraalriffen (sublitoraal). Deze soort komt voor van de oostkust van Afrika tot en met Hawaï (Indopacifische provincie). De schelp kan tot 110 mm lang worden.